# Eia jõulud Tondikakul
Eia jõulud Tondikakul är en estnisk julfilm från 2018, regisserad och skriven av Anu Aun. Filmen var en del av Estlands 100-årsfirande. I huvudrollerna syns barnskådespelarna Paula Rits och Siim Oskar Ots samt Liis Lemsalu, Jaan Rekkor, Märt Pius och Priit Pius.
Filmen har beskrivits som Estlands första julfilm, även om den animerade filmen Lepatriinude jõulud släpptes redan 2001.

## Handling
Filmen utspelar sig under julen. Huvudpersonen är den nioåriga stadstjejen Eia, vars föräldrar inte har tid för henne. Eia älskar att vara i naturen men har ingenstans att vara utomhus. Hennes föräldrar, som är på affärsresa över jul, skickar därför henne till den före detta skogvaktaren Oti och hans partner i skogen i södra Estland.

## Rollista
- Paula Rits – Eia
- Siim Oskar Ots – Ats
- Liis Lemsalu – Jete
- Jaan Rekkor – Ott
- Märt Pius – Moorits
- Priit Pius – Laurits
- Priit Võigemast – Oskar
- Mirtel Pohla – Lilli
- Anne Reemann – Juuli
- Tõnu Oja – August
- Tambet Tuisk – Kaarel
- Juhan Ulfsak – Raiesmiku Raivo
- Meelis Rämmeld – Traktori Pets
- Maria Annus – Sonjas mamma
- Robert Annus – Sonjas pappa
- Marvin Inno – Marko
- Annabrith Heinmaa – Sonja
- Riho Kütsar – polis

## Produktion
Filmen är en samproduktion mellan Luxfilm och Kinosaurus Film och hade en budget på 1 090 000 euro, varav 837 000 var bidrag från Estniska filminstitutet och 30 000 kom från Kreativa Europa - Media. Filmen fick också stöd från Estniska kulturfonden.

### Bakgrund och idé
| ”         | "Mitt mål är att ge estniska barn en egen julfilm, som berättar om våra barn, speglar estniska jultraditioner och utspelar sig i ett vackert snöigt hemland" | „ |
| – Anu Aun | |   |

Enligt filmens skapare Anu Aun kom inspirationen till filmen från hennes stuga på landet i södra Estland, där hon också började skriva på berättelsen. Under tiden Aun skrev på berättelsen blev hennes dotter sjuk, något som gjorde att Aun behövde tillbringa mycket tid på sjukhus i Tallinn och inte hade så mycket tid över att skriva. Under tiden på sjukhuset läste hon upp ofärdiga berättelsen för sin dotter och de andra barnen på sjukhuset som gärna ville höra hur den slutade. Aun fann det inspirerande att höra att barnen gillade det hon skrivit.
Från början var tanken att ge ut berättelsen som bok, men 2013 utannonserade Estniska filminstitutet en tävling inför Estlands 100-årsfirande 2018, genom att ge bidrag till utvecklingen av manus till långfilmer som planerades ha premiär till 100-årsfirandet. Aun bestämde sig för att skicka in sin berättelse till tävlingen. Efter att dottern blivit utskriven från sjukhuset tog det några dagar för Aun att skriva klart berättelsen och skicka in den till tävlingen.

### Rollsättning
Aun baserade rollfiguren Eias personlighet på sin egen dotter, medan Ats personlighet bygger på en av Auns vänners son.
Rollsättningen av huvudrollerna inleddes i augusti 2017 och pågick i nästan ett halvår. Runt 3 000 barn ansökte till rollerna, och efter tre urvalsomgångar valdes till slut tioåriga Paula Rits och tolvårige Siim Oskar Ots till rollerna.

### Inspelning

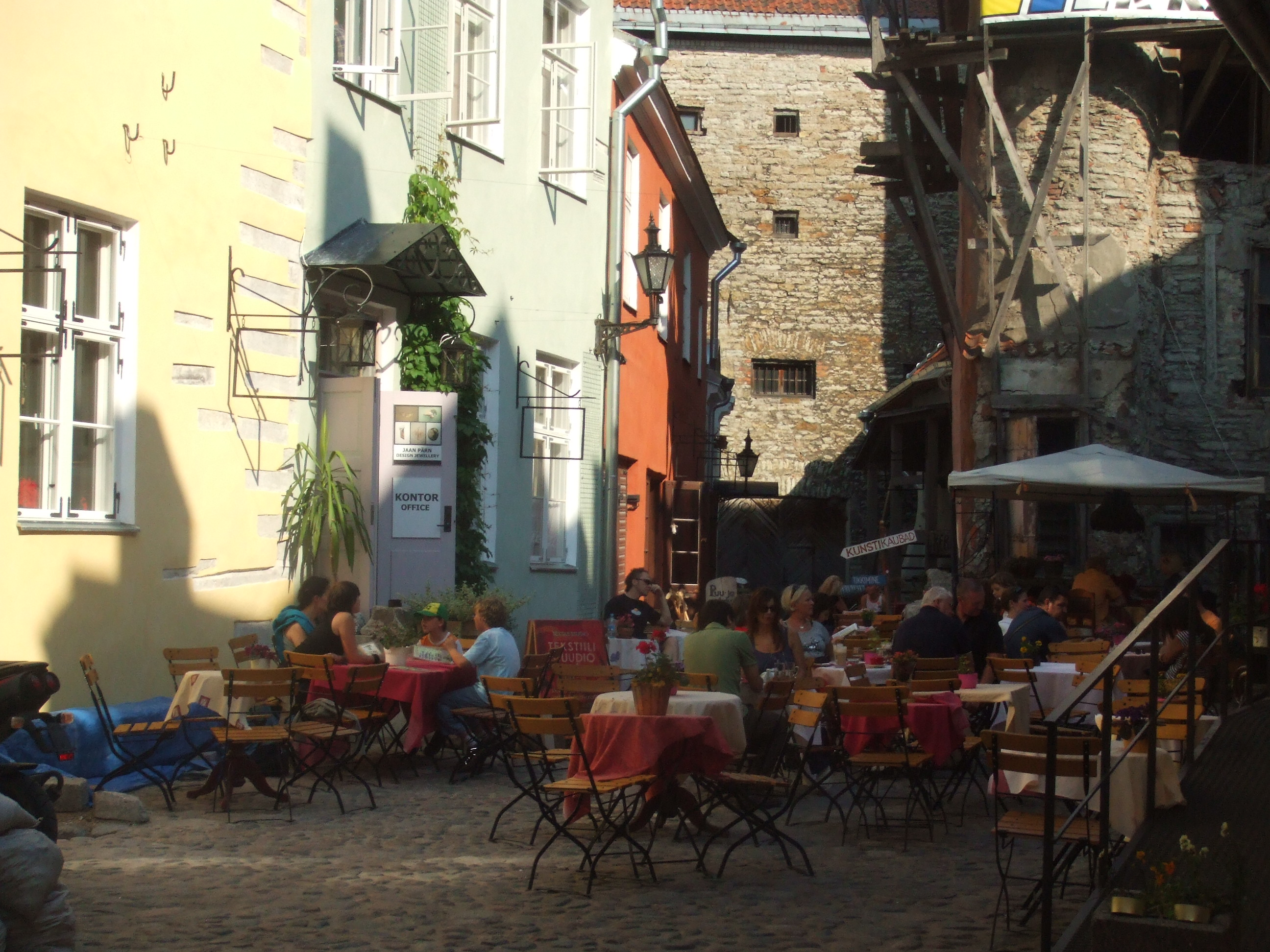
Meistrite Hoov i Tallin där delar av filmen spelades in

Inspelningarna inleddes i januari 2018 i och pågick fram till i mars samma år, med totalt 40 inspelningsdagar. Filmen spelades till största delen in i närheten av Saverna i Põlvamaa och Piiga. På Üvasi gård spelades scenerna på Tondikaku gård in, och på Käbliku turistgård spelades scenerna på Veskimöldre gård in. Scenerna hemma hos skogshuggaren Raivo spelades in på Greete Motel i Valgamaa. Scenen med julmässan spelades in i Meistrite Hoov i Gamla staden i Tallinn.

### Musik

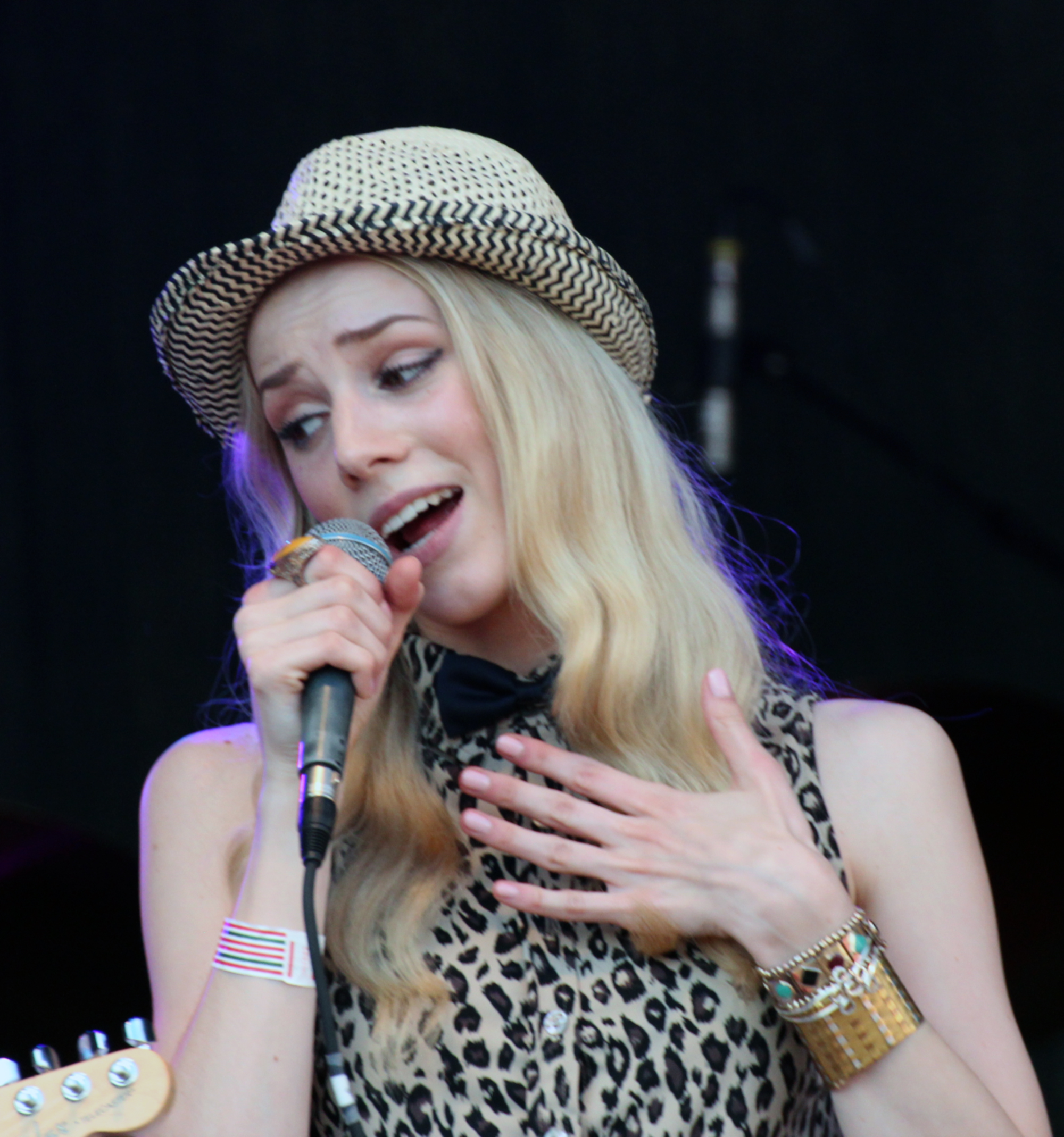
Liis Lemsalu

Ledmotivet "Sel ööl on tunne" sjöngs av sångaren Liis Lemsalu, som genom filmen också gjorde sin filmdebut.

## Distribution och mottagande

### Utgivning
Den 15 juni 2018 släpptes en teaser till filmen och senare även en längre trailer.
Filmen distribueras internationellt av Attraction Distribution och lokalt i Estland av Hea Film.

### Mottagande
Under premiärhelgen sågs filmen av 28 776 besökare, vilket är rekord för en inhemsk estnisk familjefilm. Endast filmerna Klassikokkutulek och Klassikokkutulek 2 har setts av fler besökare under en premiärhelg. Andra veckan hade filmen setts av 80 503 biobesökare. Filmen var den överlägset mest sedda filmen i fyra veckor i streck och sågs då av 143 195 biobesökare.
Totalt sågs filmen på bio av 150 785 personer. Detta gjorde den till den mest sedda filmen i Estland under 2018 och den femte mest sedda estniska filmen på bio i Estland genom tiderna.

### Utmärkelser
Filmen nominerades av Estlands filmjournalisters förening till årets bästa estniska film. Filmen tilldelades också tre priser på Estlands kulturfonds årliga filmgala, där Paula Rits vann pris för bästa skådespelerska och Sten Šeripov för årets filmkompositör. Regissören Anu Aun fick ett specialpris för en "varm och innerlig film".

## I andra medier
Efter filmen släpptes ett brädspel med samma namn som sålde slut på några veckor. Brädspelet skapades av Tarmo Tuule och Meelis Looveer.
Enligt Anu Aun har det sedan hon skrev filmmanuset funnits en tanke på att ge ut historien som bok. Ett år efter filmens premiär kunde det projektet förverkligas med boken Eia seiklus Tondikakul som illustrerades av Sirly Oder.

## Fortsättning
Aun Anu skriver på en fortsättning på filmen som kommer handla om Eias sommarlov.